# Piani di bacino
I piani di bacino, introdotti con la legge n. 183/1989, rappresenta uno strumento di pianificazione che coordina i diversi piani settoriali relativi alle risorse idriche e alla difesa del suolo.

## Finalità
I piani di bacino riguardano specifici bacini idrografici e sono stati introdotti per superare le difficoltà di pianificazione provocate dalla frammentazione in ambiti territoriali delimitati da confini puramente amministrativi. Oggetto di tali piani sono in particolare le opere e gli interventi finalizzati alla difesa del suolo, al risanamento delle acque, alla fruizione e gestione del patrimonio idrico, problematiche che per essere efficacemente trattate devono tenere conto di tutta la superficie di un bacino. I piani sono composti da una notevole varierà di elaborati, sia di tipo testuale che cartografico. L'elaborazione e l'attuazione dei piani di bacino viene demandato dalla normativa per i bacini di rilievo nazionale a specifiche Autorità di Bacino istituite con legge dello stato, mentre le attività amministrative per bacini di ordine inferiore sono demandate alle Regioni..